# عمر حكمت جانخوت
معالي السيد عمر حكمت جانخوت أول وزير عدلية في الأردن من أعيان الشراكسة في الأردن ومن كبار الموظفين والوزراء في عهد الحكم العثماني وعهد الاستقلال الأردني. وهو والد معالي السيد ينال حكمت جانخوت الوزير السابق في عدة وزارات أردنية سابقة. وُلد في شمال القفقاس عام 1886 م، واتم دراسة القانون في مدينة استانبول. وكان بذلك من أوائل الجامعيين الأردنيين المتخرجين من كلية الحقوق في استانبول.

## وظائف
شغل عدة وظائف قضائية وإدارية في العهد العثماني، منها 
- معاون المدعي العام في حمص،
- وكيل قائم مقام الطفيلة ورئيس محكمة في صور وفي السلط، ويافا وحيفا
- مدير شرطة في حلب وديار بكر ورئيس هيئة تفتيش الجزيرة في حلب.
- تولّى منصب أول مدير شرطة للعاصمة عمان بعد تشكيل إمارة شرق الأردن في عام 1923م. كما شغل منصب قاضي الاستئناف، ومنصب مدّعي عام محكمة الاستئناف.
- تولّى حقيبة وزارة العدلية في الأردن منذ عام 1931 وحتى 1934م، في وزارة الشيخ عبد الله سراج فكان بذلك أول وزير للعدلية في الأردن.
- انتُخب عضوا في المجلس التشريعي الأردني الرابع في 6 ايلول 1941م بدلا من السيد شوكت حميد الذي تم تعيينه متصرفا في وزارة الداخلية.
- عُيّن وزيرا للتجارة والزراعة والعدلية في وزارة توفيق أبو الهدى الثالثة في 25/9/1940م.
- عُيّن رئيسا لبلدية عمان العاصمة في عام 1942 م.
- عُيّن رئيس الديوان الملكي عام 1947 م.
- تولّى رئاسة اللجنة التنفيذية الثالثة للجمعية الخيرية الشركسية في الفترة 15/2/1934 – 22/11/1935 م.

## اللغات
كان يتقن اللغات الشركسية، العربية، التركية والفرنسية.

## وفاته
توفي في شهر آب عام 1948 م.
كان من رجالات الأردن الذين شاركوا في بناء الأردن الحديث بشرف وأمانة واخلاص.

## مواقع خارجية